# FP-45 Liberator
La FP-45 Liberator è una pistola realizzata durante la seconda guerra mondiale.

## Sviluppo

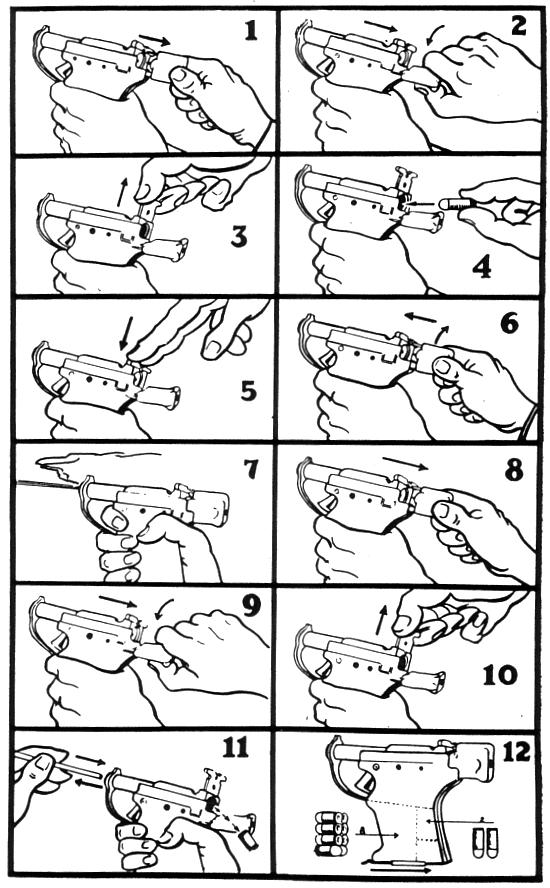
manuale FP-45

L'arma si inseriva nella specifica lanciata dalla JPWC per la produzione di numerose armi di realizzazione economica da paracadutare nei territori occupati dall'Asse per i vari gruppi di resistenza. La  consegna di tali armi, fornite di diverse cartucce e di appositi manuali d'istruzione, doveva essere diramata per radio con un messaggio che ne annunciasse un invio triplo rispetto al quantitativo effettivamente prodotto. Ciò era fatto in modo tale che le forze di occupazione, intercettando la comunicazione e sequestrando un certo numero di armi, rimanessero convinte che il quantitativo a disposizione della resistenza fosse ancora molto elevato.
La pistola venne costruita da George Hyde (già creatore della M3 Grease Gun) presso gli stabilimenti della General Motors attenendosi ad una specifica rilasciata dal Small Arms Research and Development dell'Army Ordnance che seguiva a sua volta le direttive del JPWC. I primi 5 prototipi vennero presentati il 29 aprile 1942. Il 12 maggio 1942 il modello venne accettato per la produzione in un milione di esemplari. Il nome affidatole fu FP-45 (45 per il tipo di munizioni impiegate e FP in quanto, essendo un progetto segreto, era stata originariamente designata come una Flare Pistol).
Per facilitarne l'uso da parte della resistenza, venne creato un apposito libretto di istruzioni che riportava immagini di ogni operazione da svolgere per caricarla e pulirla.
Con varie modifiche, la produzione del milione di Liberator in ordine terminò il 21 agosto 1942, per essere poi spedite in Inghilterra.

## Tecnica
La Liberator fu la prima pistola realizzata in lamiera stampata. Impiegava munizioni del calibro .45 ACP ed aveva un peso inferiore al chilogrammo per poter essere facilmente trasportata ed occultata. Era costituita da non più di 20 componenti, di cui 9 in lamiera stampata. Dei test risultò che la vita media di una di queste pistole fosse di 50 colpi.

## Impiego
Alla metà dell'invio delle pistole, gli inglesi bloccarono l'operazione in quanto decisero di adottare una nuova strategia con la resistenza. Per questo, metà delle FP-45 venne distrutta, mentre 455.000 esemplari vennero adottati dall'OSS, il quale provvide ad inviarle ai nuclei di resistenza del sud-est asiatico. Diversi esemplari vennero invece messi in campo in Europa nonostante il blocco britannico posto sulla spedizione.

## Nella cultura di massa
La pistola è presente nell'arsenale del videogioco sparatutto Battlefield V